# Cupiennius salei
La araña errante (Cupiennius salei) es un arácnido perteneciente a la familia Ctenidae del orden Araneae. Esta especie fue descrita por Keyserling en 1877. De acuerdo a la descripción original el nombre específico podría ser un patronímico en honor al Sr. Sallé viajero francés que colectó el primer ejemplar.

## Clasificación y descripción
Es una araña perteneciente a la familia Ctenidae del Orden Araneae. El macho tiene un largo total de 27 a 33 mm. Con un carapacho completamente revestido con setas muy cortas de color gris con una banda central longitudinal paralela en los costados y una línea marginal negra que se extiende desde la parte posterior lateral de los ojos a la base: patas cubiertas con gruesos pelos de color oro-gris, fémures I, II, III, IV color rosa oscuro; abdomen marrón oliva, cubierto con setas negras y pubescencias doradas con gris; área ventral con una banda central longitudinal color negra; quelíceros revestidos con pelos dorados y grises en las bandas longitudinales, de color negro en interespacios. Las hembras son parecidas al macho, pero mucho más obscuras, las pubescencias negras son las predominantes; abdomen naranja-caoba con una banda central, basal, pálida, estrecha extendida longitudinalmente desde el medio, seguida por dos manchas de cada lado de un color naranja opaco, área ventral como en el macho.

## Distribución
Esta especie se distribuye en Honduras, Costa Rica, Panamá, El Salvador y Guatemala, en México se tiene registro para el estado de Veracruz y Chiapas.

## Hábitat
Todas las especies conocidas dentro del género Cupiennius están estrechamente asociadas con plantas particulares donde se ocultan durante el día y cazan, comen y mudan durante la noche. Las plantas más típicas que ocupan para vivir son las bromelias y las plantas de plátano, estas son monocotiledóneas con hojas fuertes no ramificadas que proporcionan refugio en sus bases. En las plantas que no proporcionan un refugio “liso para usar” como el jengibre o miembros de las araceaseas (Araceae), se ha observado que varias especies de Cupiennius construyen sus refugios. Algunas plantas en las que se han encontrado son: Furcrea melanodonta, Xanthosoma sagittifolium, Aechmea bractea, A. lueddemanniana, A. mexicana, Musa sapientium y Sansevieria sp.

## Estado de conservación
Esta especie de arácnido no se encuentra dentro de ninguna categoría de riesgo en las normas nacionales o internacionales.